# Università di Worcester
L'università di Worcester (University of Worchester) è un'università pubblica fondata nel 1946 a Worcester, Inghilterra. All'istituto è stato concesso lo status di università nel settembre del 2005. Worcester è l'unica università nelle contee inglesi di Worcestershire e Herefordshire.